# Gaetano Partipilo
Gaetano Partipilo (Bari, 2 ottobre 1974) è un sassofonista italiano.

## Biografia
Nel 1997, consegue il diploma presso il conservatorio di musica "N. Piccinni" di Bari.
Frequenta i corsi C.E.E. di alta qualificazione professionale tenuti a Siena dove studia con Mario Raja, Furio Di Castri, Ettore Fioravanti.
Vincitore la borsa di studio per rappresentare l'Italia al meeting internazionale 1999 della I.A.S.J. (International Association of Schools of Jazz). 
A New York, nel 1999, suona con alcuni tra i musicisti più importanti dello scenario jazzistico moderno come Jason Moran, Tarus Mateen, Nasheet Waits e lo stesso Greg Osby.
Suona con Dave Liebman, Giacomo Aula, John Schroder e Peter Klinke per il progetto Berlin Experience. Ha pubblicato due album a suo nome per l'etichetta "Soul Note".
Il primo, intitolato "Urban Society", si avvale della partecipazione di due ospiti di fama internazionale: il batterista newyorkese Nasheet Waits ed il giapponese Az'shi (Atsushi) Osada. Il secondo, intitolato "Basic", si distingue per la partecipazione di Massimo Greco e Gianluca Petrella.
La rivista "Musica Jazz" lo classifica rispettivamente al 2º e 3º posto come miglior nuovo talento nazionale 2004 - 2005.
Il 14 settembre 2007 pubblica il suo terzo album da leader "The Right Place" per la Emarcy/Universal registrato a New York. La formazione è composta da Mike Moreno, Roberto Tarenzi, Matt Brewer e Nasheet Waits

## Collaborazioni
Nguyên Lê, David Binney, Mike Moreno, Matt Brewer, Roberto Menescal, Maurizio Giammarco, Salvatore Bonafede, Fabrizio Bosso, Gianluca Petrella, Stefano Bollani, Nicola Conte, Owen Hart, Kim Sanders, Bruno Tommaso, Nicola Stilo, Greg Burk, John Arnold, Jonathan Robinson, Pino Minafra, Todd Horton, Roberto Ottaviano, Rudy Migliardi, Gianni Lenoci, Mike Applebaum, Joy Garrison, Marco Tamburini, Nico Morelli, Massimo Manzi, Daniele Scannapieco, Pietro Lussu, Pietro Ciancaglini, Lorenzo Tucci, Tullio De Piscopo, Patrizia Conte, The Jazz Convention, Ettore Carucci, Fabio Accardi, Quartetto Moderno (Pasquale Bardaro, Mirko Signorile, Mauro Gargano, Mimmo Campanale), Claudio Colasazza, Giovanni Falzone, Roberto Tarenzi, Aldo Bagnoni, Salvatore Tranchini, Giacomo Aula, IIC Berlin Big Band, Nicola Conte Jazz Combo, Quintetto X, Fez Combo, Paolo Achenza trio, Rosalia De Souza, Talea ed ha eseguito concerti in Francia, Inghilterra, Scozia, Germania, Belgio, Svizzera, Spagna, Portogallo, Macedonia, Bulgaria, Croazia, Stati Uniti e Giappone.